# Zali Steggall

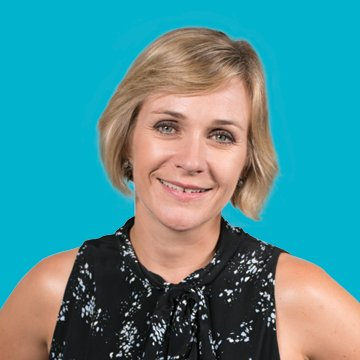
Zali Steggall

Zali Steggall, född 14 april 1974 i  Sydney, Australien, är en före detta alpin skidåkare som blev historisk när hon som första australier vann en OS-medalj i alpin skidåkning 1998.
Zali vann bronsmedaljen i slalom under de olympiska vinterspelen 1998 i Nagano.
1999 blev hon dessutom världsmästare i samma disciplin.
Hon har dessutom tävlat flitigt i världscupen under en 10-årsperiod.
Zali avslutade sin aktiva karriär 2002.